# 11 Pułk Strzelców Pieszych
11 Pułk Strzelców Pieszych – polski pułk piechoty okresu Królestwa Kongresowego.
Sformowany 26 maja 1831 z gwardzistów Gwardii Ruchomej województwa mazowieckiego.

## Dowódca pułku
- ppłk Walenty Dunin (5 czerwca 1831)[1]

## Bitwy i potyczki
Pułk brał udział w walkach w czasie powstania listopadowego.
- Łagów (22 września 1831),
- Skalmierzyce (24 września 1831).